# Berg, Thurgau
Berg este o comună situată în partea de NE a Elveției (cantonul Thurgau), în districtul Weinfelden. În 2008 avea o populație de 3038 loc.

## Date geografice
Comuna există din anul 1995 sub forma actuală. Ea se află la altitudinea de 540 m, se întinde pe suprafața de 13.1 km² și cuprinde localitățile: Andhausen, Graltshausen, Guntershausen bei Berg și Mauren.

## Evoluția numărului de locuitori
| Dezvoltarea populației | Dezvoltarea populației |
| Anul                   | Nr. Locuitori          |
| ---------------------- | ---------------------- |
| 1850                   | 1347                   |
| 1910                   | 1767                   |
| 1950                   | 1690                   |
| 1980                   | 1953                   |
| 1990                   | 2467                   |
| 2006                   | 2977                   |
| 2007                   | 3058                   |

Din 3038 loc. (în 2008), 291 loc au cetățenie străină.

## Personalități marcante
- Ernst Leumann (1859–1931), indolog
- Heinz Haffter (1905–1998), filolog clasic
- Anita Buri (* 1978), Miss Elveția 1999
- Markus Nüssli (* 1971), sportiv, medaliat cu argint la bob la Jocurile Olimpice din Nagano 1998